# Disney XD
Ne doit pas être confondu avec Disney XD (France).
Disney XD est une chaîne de télévision américaine du groupe Walt Disney Television. Cette chaîne est déclinée dans de nombreux pays. Disney XD ferme avec l'arrivée de Disney+.

## Historique
Le 7 août 2008, Walt Disney Television annonce la création de plusieurs chaînes Disney XD par renommage de certaines chaînes.
Le 12 février 2009, Disney annonce le renommage de Jetix France à compter du 1er avril 2009,.
Le 13 février 2009, la chaîne Toon Disney américaine est renommée Disney XD, avec la diffusion de l'épisode Retour au rock'n'roll (14e épisode de Phinéas et Ferb) et le lancement d'une version haute définition. Les séries Aaron Stone (premier Disney XD Original), Jimmy l'Éclate et Kid vs. Kat accompagnent le lancement de la chaîne.
Le 8 juin 2009, Disney annonce le renommage de l'ancienne Toon Disney japonaise pour août 2009. Le 15 juin 2009, Disney annonce le renommage de Jetix UK (Royaume-Uni) en Disney XD UK effectif au 31 août.
Le 1er février 2011, Disney a signé un contrat avec la société indienne Apalya TV pour distribuer des programmes de Disney XD via la téléphonie mobile. Le 16 mars 2011, Disney annonce le lancement de 13 nouvelles séries pour la saison 2011-2012 de Disney Channel, Disney XD et Disney Junior. Le 12 mai 2011, Disney annonce le lancement d'une chaîne Disney XD sur le service payant MultiChoice sud-africain. Le 1er juin 2011, Disney et Astral Media annoncent le lancement de Disney XD Canada. Le 28 décembre 2011, Disney annonce le lancement de Disney XD en marathi et en bengali dès le 1er janvier 2012.
Le 14 juin 2012, Comcast et Disney-ABC Television Group lancent aux États-Unis, 3 applications iOS pour regarder en direct ou à la demande les émissions des chaînes Disney Channel, Disney XD et Disney Junior. Le 18 juillet 2012, Disney annonce le lancement de Disney XD en Malaisie le 15 septembre sur l'opérateur Astro. Le 1er février 2013, Telecable ajoute la chaîne Disney XD à son service en Espagne en remplacement de Cartoon Network. Le 9 mai 2013, Netflix annonce un partenariat avec le Disney-ABC Television Group pour être le seul distributeur américain à diffuser en streaming des séries de Disney XD et Disney Junior. Le 19 octobre 2013, Disney Southeast Asia lance la chaîne Disney XD en Indonésie et en Thaïlande.
Le 9 mai 2015, Disney XD entame la diffusion de la série Doctor Who. Le 5 décembre 2015, Disney XD et Nintendo s'associent dans l'e-sport en diffusant une compétition de Mario Kart 8,.
En décembre 2016, Disney XD lance la saison 20 de Pokémon et Beyblade Burst, deux licences auparavant diffusées par Cartoon Network.
En 2018, les séries originales Star Butterfly, La Loi de Milo Murphy, La Bande à Picsou, Baymax et les Nouveaux Héros et Les Green à Big City sont déplacées sur Disney Channel (tout en restant des Disney XD Original),.
En 2019, les séries Marvel annoncent leurs saisons finales, deux derniers épisodes des Avengers Rassemblement diffusés le 24 février 2019, puis trois derniers épisodes des Gardiens de la Galaxie le 9 juin 2019 et enfin Spider-Man restant la dernière série originale de la chaîne jusqu'au 25 octobre 2020.
Le 26 janvier 2018, ESPN2 et Disney XD annoncent diffuser plusieurs phases des tournois de sport électronique de Madden NFL 18,. Le 17 décembre 2018, Sky annonce la disparition de la chaîne Disney XD en Nouvelle-Zélande au profit d'une version à la demande et du report des émissions sur Disney Channel. La version italienne s'arrête le 1er octobre 2019 à la suite de son non-renouvellement avec son distributeur Sky.
En janvier 2020, les séries Baymax et les Nouveaux Héros et La Bande à Picsou reviennent sur Disney XD pour leur troisième et dernière saison, puis se termine jusqu'en hiver 2021.
À la suite du lancement de Disney+, les déclinaisons allemandes, espagnoles et françaises de la chaîne cessent définitivement la diffusion de leurs programmes le 31 mars 2020,,.
Cependant, à la suite du report du lancement français de Disney+ à la demande du Gouvernement, Disney XD continue sa diffusion sur Canal+ jusqu'au 6 avril 2020.
Le 25 juin 2020, Disney annonce l'arrêt de la chaîne Disney XD pour le 1er octobre 2020, depuis le lancement réussi de Disney+ au Royaume-Uni et en Irlande.
En octobre 2021, Disney XD annonce deux nouvelles séries originales en 13 épisodes. G.O.A.T. et Eye Wonder débutent le 6 novembre, et se terminent le 23 avril 2022.
Fin 2021, Disney XD collabore avec The Dodo et Nomadica Films pour la nouvelle série Roman to the Rescue, le 12 février 2022.
En janvier 2022, les chaînes brésiliennes et latino-américaine Disney XD continuent de diffuser jusqu'à l'arrêt le 31 mars 2022.
En janvier 2025, la chaîne néerlandaise Disney XD continuent de diffuser jusqu'à l'arrêt le 30 avril 2025.

## Logos

Logo de Disney XD du 13 février 2009 au 31 mai 2015
Logo de Disney XD depuis le 1er juin 2015

## Chaînes Disney XD

### Chaînes actuelles
- Disney XD États-Unis (anciennement Toon Disney)
- Disney XD Pologne (anciennement Jetix)
- Disney XD Canada (la chaîne de DHX Media est devenue Family CHRGD)

### Anciennes chaînes
- Disney XD Australie, arrêtée le 6 janvier 2019
- Disney XD Inde, remplacée par Marvel HQ le 9 janvier 2019[35]
- Disney XD Italie, arrêtée le 1er octobre 2019
- Disney XD Allemagne, remplacée par Disney+, arrêtée le 31 mars 2020
- Disney XD Espagne, remplacée par Disney+, arrêtée le 31 mars 2020
- Disney XD France, remplacée par Disney+[36], arrêtée le 7 avril 2020
- Disney XD Singapore, lancement de Disney+ prévu pour le 23 février 2021, arrêtée le 31 mai 2020
- Disney XD Afrique du Sud, arrêtée le 30 septembre 2020
- Disney XD Afrique / Outre-mer, remplacée par Ludikids[37],[38],[39], arrêtée le 1er mai 2020
- Disney XD Royaume-Uni / Irlande, lancé par Disney+, arrêtée le 1er octobre 2020
- Disney XD Scandinavie / Inde / Indonésie / Thaïlande / Philippines / Moyen-Orient et Afrique du Nord, arrêtées le 31 décembre 2020
- Disney XD Japon / Grèce / Serbie / Turquie, arrêtées le 31 janvier 2021
- Disney XD Brésil / Amérique Latine, arrêtées le 31 mars 2022
- Disney XD Pays-bas arretees le 30 avril 2025 et replacee par Disney Jr.

Disney XD Monde Arabe lancée par Disney en 2011 (relançée en 2018 par Orbit Showtime Network), Arrêté le 31 décembre 2020

## Programmes phares
- Pokémon, la série : Soleil & Lune
- Aaron Stone
- American Dragon: Jake Long
- Paire de rois
- M.I. High
- Iron Man
- Phinéas et Ferb
- Galactik Football
- Kick Kasskoo
- Ultimate Spider-Man
- Tatami Academy
- Cory est dans la place
- Zeke et Luther
- La Vie de palace de Zack et Cody
- La Vie de croisière de Zack et Cody
- I'm in the Band : Ma vie de rocker
- Inazuma Eleven
- Inazuma Eleven Go
- Baymax et les Nouveaux Héros
- Monster Buster Club
- Kid vs. Kat
- Spider-Man
- Rekkit
- Molusco
- Action Man: A.T.O.M. - Alpha Teens On Machines
- Tron : La Révolte
- Avengers : L'Équipe des super-héros
- Les Bio-Teens
- Japanizi: Go Go Gong
- Jimmy L'intrépide
- La Bande à Picsou
- Beyblade Burst
- Slugterra : les mondes souterrains
- Doraemon
- La Loi de Milo Murphy
- Star Wars Rebels
- Souvenirs de Gravity Falls
- Star Butterfly